# Balbina González
Balbina González (Zapotlán el Grande cerca de Ciudad Guzmán, Jalisco, 31 de marzo de 1863 - 21 de diciembre de 1955), fue una docente y escritora jalisciense contemporánea de finales de siglo XIX y principio del siglo XX. 

## Biografía
Fue hija de José González y de Refugio González.
Su último poema titulado ¡Casi un siglo...! fue publicado en 1953, en cuya primera línea menciona que tiene 90 años.
El acta de defunción indica que murió el 21 de diciembre de 1955, en la calle Reforma 795, siendo célibe.
Leonarda Zúñiga prima por parte materna de la escritora, notó la gran inteligencia de Balbina, por lo que se convirtió en su preceptora y se hizo cargo de su educación. Impulsó su camino dentro de la literatura lírica que, junto con sus amigos, lograron que se publicaran sus obras. Debido al apoyo carente hacia el desarrollo de la mujer mexicana, se tiene sospechas que algunas de sus obras poéticas fueron publicadas bajo un seudónimo.
Lo poco que se conoce de esta escritora es debido a la publicación del libro Mujeres notables mexicanas, de la autora Laureana Wright de Kleinhans, quien reconoce a las grandes mujeres mexicanas escritoras y poetisas del siglo XIX. Entre las mencionadas, también destaca a otras jaliscienses como: Rosario María Rojas, Guadalupe Rubalcaba, Refugio Barragán de Toscano, Isabel Prieto de Landázuri y Mateana Murguía de Aveleyra.
Laureana menciona en su libro que los poemas de Balbina: "Muchos se han publicado por empeño particular de sus amigos, la mayor parte permanecen inéditos."

## Obras
Los versos de sus poesías son considerados como sencillos y espontáneos. Algunos de sus poemas son:
- La cuna de la paz[7]
- A. C.
- A la fe
- El beso
- ¡Casi un siglo!